# Maybe It's Love (1935)
Maybe It's Love é um filme estadunidense de 1935, do gênero comédia, dirigido por William C. McGann, e escrito por Jerry Wald e Harry Sauber. O filme é estrelado por Gloria Stuart e Ross Alexander. O filme foi lançado pela Warner Bros. em 12 de janeiro de 1935.
A peça de Maxwell Anderson foi a base para vários filmes, incluindo "Saturday's Children", um filme de 1929 estrelado por Corinne Griffith e Grant Withers. Em 1940, a Warner Bros. refez "Saturday's Children", dessa vez com John Garfield e Anne Shirley.

## Sinopse
Bobby Halevy (Gloria Stuart) e Rims O'Neil (Ross Alexander) são colegas de trabalho em uma das empresas de Adolph Mengle, Sr. (Joseph Cawthorn). O caminho para o romance de Bobby e Rims tem dois grandes impedimentos: ela é o único apoio financeiro de sua família – que prefere ficar em seu apartamento e discutir sobre esportes e "a  situação europeia" – e Adolph Jr. (Phillip Reed), o filho mimado do patrão, que está tentando separá-los para poder se casar com ela.

## Elenco
- Gloria Stuart como Bobby Halevy
- Ross Alexander como Rims O'Neil
- Frank McHugh como Willie Sands
- Ruth Donnelly como Florrie Sands
- Helen Lowell como Sra. Halevy
- Henry Travers como Sr. Halevy
- Joseph Cawthorn como Adolph Mengle, Sr.
- Phillip Reed como Adolph Jr.
- Dorothy Dare como Lila
- J. Farrell MacDonald como Policial
- Maude Eburne como Proprietária